# Avenue de la Roseraie
L'avenue de la Roseraie (en occitan : avenguda de la Roseda) est une voie publique de Toulouse, chef-lieu de la région Occitanie, dans le Midi de la France. Elle traverse le quartier du même nom, dans le secteur 4 - Est.

## Situation et accès

### Description
La chaussée compte une voie dans chaque sens de circulation. L'avenue de la Roseraie est définie comme une zone 30 et la vitesse y est limitée à 30 km/h. Il n'existe pas de piste, ni de bande cyclable.

### Voies rencontrées
L'avenue de la Roseraie rencontre les voies suivantes, dans l'ordre des numéros croissants (« g » indique que la rue se situe à gauche, « d » à droite) :
1. Rue Théodore Lenotre
2. Rue des Orchidées
3. Rue des Primevères
4. Rue des Capucines
5. Place Rosine-Bet (g)
6. Rue des Pervenches (d)
7. Rue des Balsamines (d)
8. Rue des Anémones (g)
9. Rue des Amarantes (g)
10. Rue des Nénuphars (g)
11. Chemin Michoun

### Transports
L'avenue de la Roseraie n'est pas directement desservie par le réseau de transport en commun Tisséo. Elle est cependant parallèle à l'avenue du Président-Doumergue et perpendiculaire au chemin Michoun, parcourus tous deux par la ligne de bus 19. Plus loin, le long de l'avenue de Lavaur se trouvent les arrêts de la ligne de bus 36. Enfin, au sud, sur la place de la Roseraie se trouve la station de métro du même nom, sur la ligne . 
Les stations de vélos en libre-service VélôToulouse les plus proches sont les stations no 184 (70 chemin Michoun), no 185 (30 rue Roubichou) et no 216 (3 rue Jean-Houdon). À la fin de 2024, à la suite de la décision d'implanter 117 nouvelles stations dans la Métropole, une nouvelle station de vélos en libre-service sera installée en face du 4 Place Rosine Bet. Travaux en cours à mi-septembre 2024.

## Odonymie

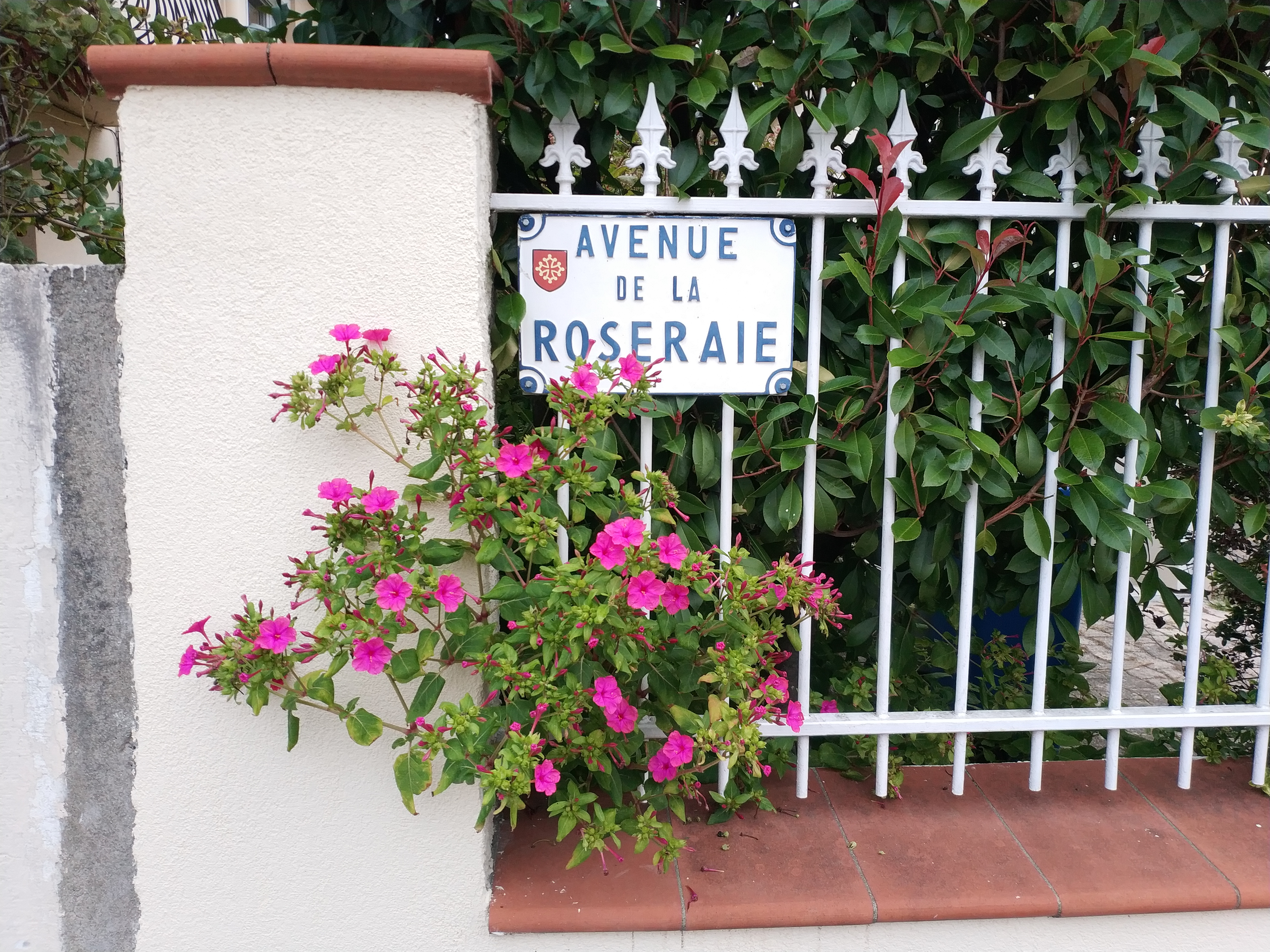
Plaque de rue.

L'avenue, qui forme l'axe principal du nouveau quartier de la Roseraie, en a pris naturellement le nom.

## Patrimoine et lieux d'intérêt

### Lotissement de la S.I.T.E.E.V.
Le lotissement est créé le 1er décembre 1930 par la Société immobilière toulousaine pour l'extension et l'embellissement de la ville (S.I.T.E.E.V.), constituée pour l'aménagement des nouveaux quartiers de la Roseraie et de Jolimont. Le premier est délimité entre la rue de Caumont et le chemin des Argoulets à l'est, l'avenue de Lavaur au sud, l'avenue Joseph-Le Brix et le chemin Michoun à l'ouest, l'avenue de la Roseraie, la rue Théodore Lenotre et la route d'Agde au nord.
- no  34 : maison (deuxième moitié du XXe siècle).
- no  38 : maison (deuxième moitié du XXe siècle).
- no  54 : maison (deuxième moitié du XXe siècle).